# Thérondels
Thérondels (ne pas prononcer le « s » final) est une commune française située dans le département de l'Aveyron, en région Occitanie.
Le patrimoine architectural de la commune comprend deux  immeubles protégés au titre des monuments historiques : la chapelle de Laussac, inscrite en 1974, et l'église Notre-Dame de Thérondels, classée en 1975.

## Géographie

### Localisation
Située à environ 950 mètres d'altitude, Thérondels est la commune la plus septentrionale de l'Aveyron. Située en contrebas du Plomb du Cantal, elle est bordée au sud-est par le lac de retenue du barrage de Sarrans sur la Truyère, à l'est par le Brezons et son affluent l'Hirondelle, et arrosée par le Siniq et le ruisseau de Lacapelle-Barrès.
Le village est situé entre Aurillac et Saint-Flour, les deux villes étant toutes deux à une cinquantaine de kilomètres de la commune par la route. La préfecture de l'Aveyron, Rodez, est quant à elle située à environ 100 km du village par la route.
Outre Thérondels, la commune comprend plusieurs autres villages et hameaux : Le Bousquet, Campheyt, Casternac, Douzalbats, Faliès, Fieux, Frons, Gorse, Jou, Ladignac, Laussac, Longvieux, Mandilhac, Le Meyniel, Nigresserre et Pervilhergues. Laussac se trouve sur une péninsule qui baigne dans le lac de Sarrans.

### Communes limitrophes
Thérondels est limitrophe de dix autres communes, dont six dans le département du Cantal. Au nord, Malbo n'est limitrophe que sur moins de 130 mètres.
Les communes limitrophes sont  Argences en Aubrac, Brommat, Cantoin, Lacapelle-Barrès, Malbo, Mur-de-Barrez, Narnhac, Pailherols, Paulhenc et Saint-Martin-sous-Vigouroux.
| Lacapelle-Barrès (Cantal), Pailherols (Cantal) | Malbo (Cantal)                                    | Narnhac (Cantal)                     |
| Mur-de-Barrez                                  | Thérondels                                        | Saint-Martin-sous-Vigouroux (Cantal) |
| Brommat                                        | Sainte-Geneviève-sur-Argence (Argences en Aubrac) | Paulhenc (Cantal), Cantoin           |

### Climat
Pour des articles plus généraux, voir Climat de l'Occitanie et Climat de l'Aveyron.
En 2010, le climat de la commune est de type climat de montagne, selon une étude s'appuyant sur une série de données couvrant la période 1971-2000. En 2020, Météo-France publie une typologie des climats de la France métropolitaine dans laquelle la commune est exposée à un climat de montagne et est dans une zone de transition entre les régions climatiques « Ouest et nord-ouest du Massif Central » et « Sud-est du Massif Central »0.
Pour la période 1971-2000, la température annuelle moyenne est de 8,6 °C, avec une amplitude thermique annuelle de 15,4 °C. Le cumul annuel moyen de précipitations est de 1 343 mm, avec 12,3 jours de précipitations en janvier et 7,8 jours en juillet. Pour la période 1991-2020, la température moyenne annuelle observée sur la station météorologique la plus proche, située sur la commune de Laguiole à 25 km à vol d'oiseau, est de 8,9 °C et le cumul annuel moyen de précipitations est de 1 441,2 mm,. Pour l'avenir, les paramètres climatiques de la commune estimés pour 2050 selon différents scénarios d'émission de gaz à effet de serre sont consultables sur un site dédié publié par Météo-France en novembre 2022.

## Urbanisme

### Typologie
Au 1er janvier 2024, Thérondels est catégorisée commune rurale à habitat très dispersé, selon la nouvelle grille communale de densité à 7 niveaux définie par l'Insee en 2022.
Elle est située hors unité urbaine et hors attraction des villes,.
La commune, bordée par un plan d’eau intérieur d’une superficie supérieure à 1 000 hectares, le lac du Barrage de Sarrans, est également une commune littorale au sens de la loi du 3 janvier 1986, dite loi littoral. Des dispositions spécifiques d’urbanisme s’y appliquent dès lors afin de préserver les espaces naturels, les sites, les paysages et l’équilibre écologique du littoral, tel le principe d'inconstructibilité, en dehors des espaces urbanisés, sur la bande littorale des 100 mètres, ou plus si le plan local d’urbanisme le prévoit.

## Toponymie
Pluriel de l'occitan terondèl « petite fontaine », qui est le diminutif de teron, toron, primitivement *toromn ; -mnel devient -ndel ; -ella du XIVe siècle est un pluriel neutre[style à revoir]. Thérondels :  "trans randa ula" = « à travers la frontière », matérialisée par l'Hirondelle.[style à revoir] Ce ruisseau, Guirandelle en 1668 (aygue randa ula), servait de frontière entre les Ruthènes de L'Aveyron et les Arvernes du Cantal. Aujourd'hui encore, il sert de limite entre les deux départements[style à revoir].

## Histoire
Vers l'an 1000, le vicomte de Carlat, Gilbert, fonde une abbaye de femmes dont il reste l'église. Le village va se développer autour. Après 1185, l'abbaye devient un prieuré dépendant de l'abbaye Saint-Pierre de Blesle (les dames de Blesle), d'où les noms de lieux le pré des dames, le moulin des dames et aujourd'hui la rue du pré des dames.

## Politique et administration
| Période                                  | Période        | Identité                | Étiquette | Qualité                                                  |
| ---------------------------------------- | -------------- | ----------------------- | --------- | -------------------------------------------------------- |
| 1791                                     | 1793           | Lavigne                 |           |                                                          |
| 1793                                     | 1793           | Antoine Jurquet         |           |                                                          |
| 1794                                     | 1815           | Antoine de Laussac      |           |                                                          |
| 1815                                     | 1830           | César Pons              |           |                                                          |
| 1830                                     | 1851           | Jean-Pierre Baissat     |           |                                                          |
| 1851                                     | 1869           | Baptiste Riols          |           |                                                          |
| 1869                                     | 1875           | Antoine Domergue        |           |                                                          |
| 1876                                     | 1878           | Cyprien Réduly          |           |                                                          |
| 1878                                     | 1907           | Guillaume Peyronnet     |           |                                                          |
| mai 1907                                 | juin 1907      | Poulhès                 |           |                                                          |
| 1907                                     | 1935           | Antoine Bélard          |           |                                                          |
| 1935                                     | 1937           | François Bélard         |           |                                                          |
| 1937                                     | 1958           | Joseph Soulenq          |           |                                                          |
| avril 1958                               | septembre 1958 | Marius Bélard           |           |                                                          |
| 1958                                     | 1959           | Casimir Jurquet         |           |                                                          |
| 1959                                     | 1965           | Antoine Ramond          |           |                                                          |
| 1965                                     | 1971           | Casimir Jurquet         |           |                                                          |
| mars 1971                                | 1983           | Adrien Mestre           |           |                                                          |
| mars 1983                                | 1995           | René Guimonteil         |           | Maire honoraire                                          |
| mars 1995                                | 2001           | Pierre Bélard           |           |                                                          |
| mars 2001                                | mai 2020       | Paul Mestre             |           | Retraité des artisans, commerçants et chefs d'entreprise |
| mai 2020                                 | janvier 2022   | Bénédicte Bélard,       |           | Ancienne cadre                                           |
| janvier 2022                             | En cours       | Jean-Michel Guimontheil |           |                                                          |
| Les données manquantes sont à compléter. |                |                         |           |                                                          |

## Population et société

### Démographie
L'évolution du nombre d'habitants est connue à travers les recensements de la population effectués dans la commune depuis 1793. Pour les communes de moins de 10 000 habitants, une enquête de recensement portant sur toute la population est réalisée tous les cinq ans, les populations de référence des années intermédiaires étant quant à elles estimées par interpolation ou extrapolation. Pour la commune, le premier recensement exhaustif entrant dans le cadre du nouveau dispositif a été réalisé en 2006.

En 2022, la commune comptait 359 habitants, en évolution de −12,01 % par rapport à 2016 (Aveyron : +0,37 %, France hors Mayotte : +2,11 %).
| 1793  | 1800  | 1806  | 1821 | 1831  | 1836  | 1841  | 1846  | 1851  |
| ----- | ----- | ----- | ---- | ----- | ----- | ----- | ----- | ----- |
| 1 200 | 1 316 | 1 671 | 921  | 1 659 | 1 753 | 1 634 | 1 621 | 1 647 |

| 1856  | 1861  | 1866  | 1872  | 1876  | 1881  | 1886  | 1891  | 1896  |
| ----- | ----- | ----- | ----- | ----- | ----- | ----- | ----- | ----- |
| 1 458 | 1 447 | 1 425 | 1 452 | 1 406 | 1 413 | 1 334 | 1 342 | 1 247 |

| 1901  | 1906  | 1911  | 1921  | 1926 | 1931  | 1936 | 1946 | 1954 |
| ----- | ----- | ----- | ----- | ---- | ----- | ---- | ---- | ---- |
| 1 152 | 1 123 | 1 102 | 1 015 | 962  | 1 023 | 977  | 882  | 880  |

| 1962 | 1968 | 1975 | 1982 | 1990 | 1999 | 2006 | 2011 | 2016 |
| ---- | ---- | ---- | ---- | ---- | ---- | ---- | ---- | ---- |
| 805  | 804  | 683  | 606  | 505  | 478  | 486  | 427  | 408  |

| 2021 | 2022 | - | - | - | - | - | - | - |
| ---- | ---- | - | - | - | - | - | - | - |
| 375  | 359  | - | - | - | - | - | - | - |

### Sports et loisirs
Au sud de Douzalbats, se trouve une piste d'atterrissage pour avions ultra-léger motorisés, ULM.

## Économie

### Revenus
En 2018  (données Insee publiées en septembre 2021), la commune compte 192 ménages fiscaux, regroupant 369 personnes. La médiane du revenu disponible par unité de consommation est de 18 300 € (20 640 € dans le département).

### Emploi
| Division       | 2008  | 2013  | 2018  |
| -------------- | ----- | ----- | ----- |
| Commune        | 3,1 % | 1 %   | 6,3 % |
| Département    | 5,4 % | 7,1 % | 7,1 % |
| France entière | 8,3 % | 10 %  | 10 %  |

En 2018, la population âgée de 15 à 64 ans s'élève à 189 personnes, parmi lesquelles on compte 72 % d'actifs (65,6 % ayant un emploi et 6,3 % de chômeurs) et 28 % d'inactifs,. Depuis 2008, le taux de chômage communal (au sens du recensement) des 15-64 ans est inférieur à celui de la France et du département.
La commune est hors attraction des villes,. Elle compte 93 emplois en 2018, contre 131 en 2013 et 136 en 2008. Le nombre d'actifs ayant un emploi résidant dans la commune est de 128, soit un indicateur de concentration d'emploi de 73,1 % et un taux d'activité parmi les 15 ans ou plus de 39,6 %.
Sur ces 128 actifs de 15 ans ou plus ayant un emploi, 73 travaillent dans la commune, soit 57 % des habitants. Pour se rendre au travail, 62,5 % des habitants utilisent un véhicule personnel ou de fonction à quatre roues, 25 % s'y rendent en deux-roues, à vélo ou à pied et 12,5 % n'ont pas besoin de transport (travail au domicile).

### Activités hors agriculture

#### Secteurs d'activités
40 établissements sont implantés  à Thérondels au 31 décembre 2019. Le tableau ci-dessous en détaille le nombre par secteur d'activité et compare les ratios avec ceux du département,.
| Secteur d'activité                                                                                        | Commune | Commune | Département |
| Secteur d'activité                                                                                        | Nombre  | %       | %           |
| --- | ------- | ------- | ----------- |
| Ensemble                                                                                                  | 40      |         |             |
| Industrie manufacturière, industries extractives et autres                                                | 17      | 42,5 %  | (17,7 %)    |
| Construction                                                                                              | 3       | 7,5 %   | (13 %)      |
| Commerce de gros et de détail, transports, hébergement et restauration                                    | 13      | 32,5 %  | (27,5 %)    |
| Activités immobilières                                                                                    | 1       | 2,5 %   | (4,2 %)     |
| Activités spécialisées, scientifiques et techniques et activités de services administratifs et de soutien | 4       | 10 %    | (12,4 %)    |
| Administration publique, enseignement, santé humaine et action sociale                                    | 1       | 2,5 %   | (12,7 %)    |
| Autres activités de services                                                                              | 1       | 2,5 %   | (7,8 %)     |

Le secteur de l'industrie manufacturière, des industries extractives et autres est prépondérant sur la commune puisqu'il représente 42,5 % du nombre total d'établissements de la commune (17 sur les 40 entreprises implantées  à Thérondels), contre 17,7 % au niveau départemental.

#### Entreprises
Les trois entreprises ayant leur siège social sur le territoire communal qui génèrent le plus de chiffre d'affaires en 2020 sont : 
- Lemouzy Francis, fabrication d'autres meubles et industries connexes de l'ameublement (211 k€) ;
- Doux Sun, production d'électricité (32 k€) ;
- Les Tilleuls, hôtels et hébergement similaire (11 k€).

### Agriculture
La commune est dans la « Viadène et vallée du Lot », une petite région agricole occupant le nord-ouest du département de l'Aveyron. En 2020, l'orientation technico-économique de l'agriculture  sur la commune est l'élevage bovin, orientation mixte lait et viande.
|               | 1988  | 2000  | 2010  | 2020  |
| ------------- | ----- | ----- | ----- | ----- |
| Exploitations | 74    | 50    | 41    | 27    |
| SAU (ha)      | 2 763 | 2 889 | 2 790 | 2 336 |

Le nombre d'exploitations agricoles en activité et ayant leur siège dans la commune est passé de 74 lors du recensement agricole de 1988  à 50 en 2000 puis à 41 en 2010 et enfin à 27 en 2020, soit une baisse de 64 % en 32 ans. Le même mouvement est observé à l'échelle du département qui a perdu pendant cette période 51 % de ses exploitations,. La surface agricole utilisée sur la commune a également diminué, passant de 2 763 ha en 1988 à 2 336 ha en 2020. Parallèlement la surface agricole utilisée moyenne par exploitation a augmenté, passant de 37 à 87 ha.

### Fromage

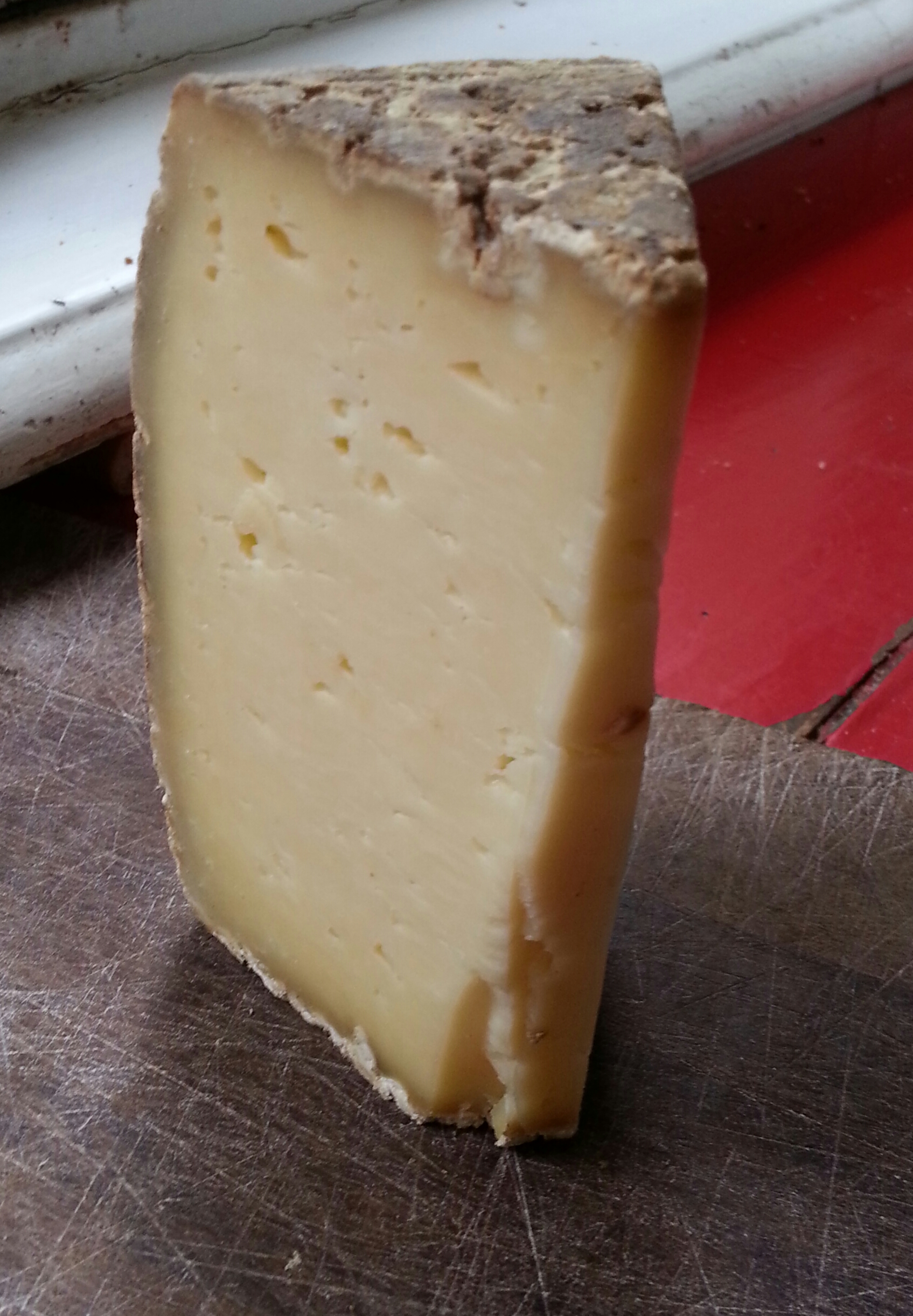
Morceau de fromage de marque Le Thérondels

Le Thérondels est la marque commerciale d'un nouveau fromage industriel à pâte pressée au lait cru de vache transformé par une coopérative laitière du village. Il se présente sous une forme cylindrique, d'un poids d'environ 2 kg et avec une croûte couleur parchemin.

## Culture locale et patrimoine

### Édifices religieux
- Église Saint-Blaise de Douzalbats.
- Église Saint-Julien de Ladignac.
- Église Notre-Dame  Inscrit MH (1975)[26] : remontant au XIe siècle, elle a été remaniée durant la Renaissance. Elle est réputée pour son Christ polychrome du (XIIe siècle).

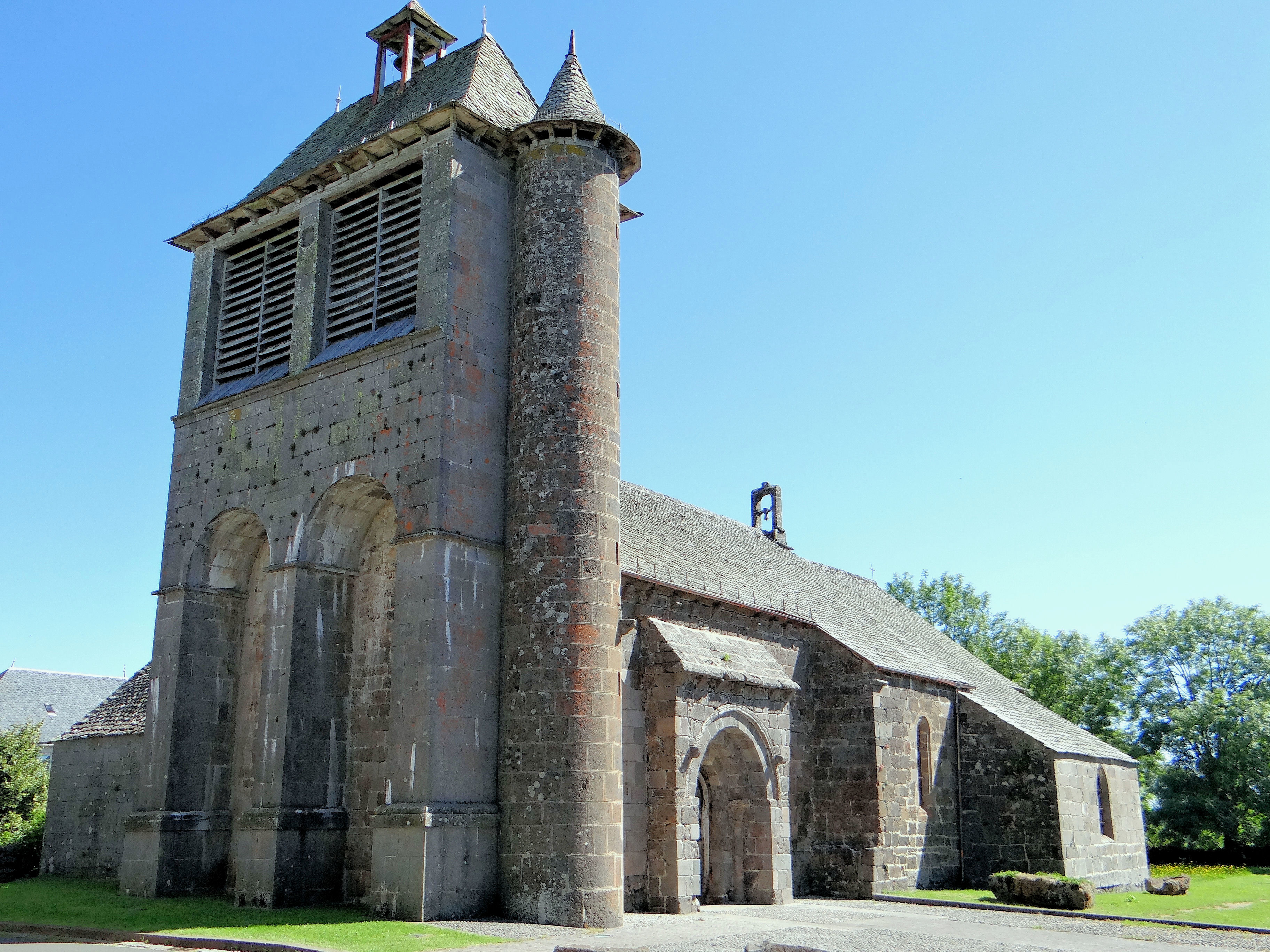
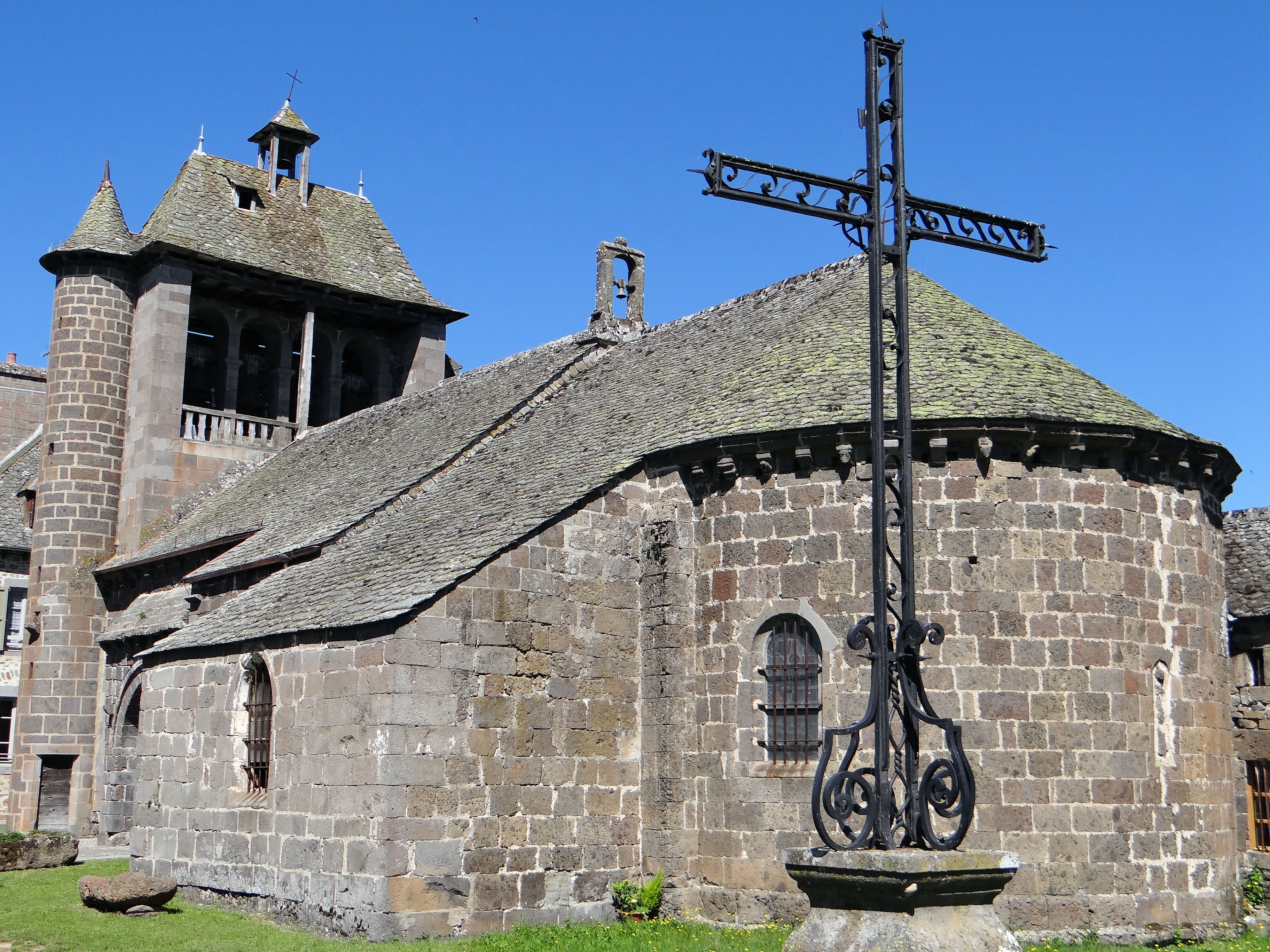
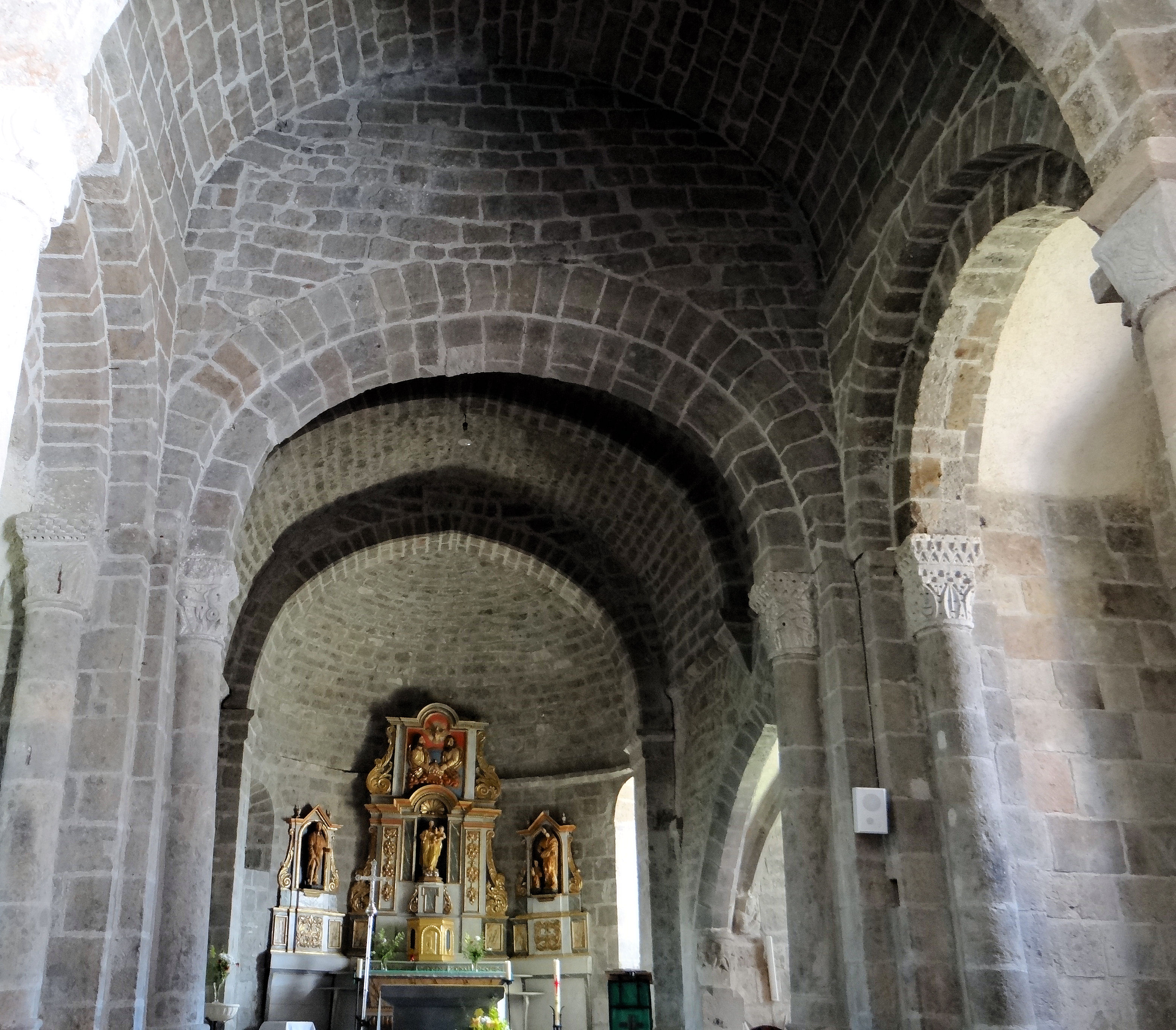
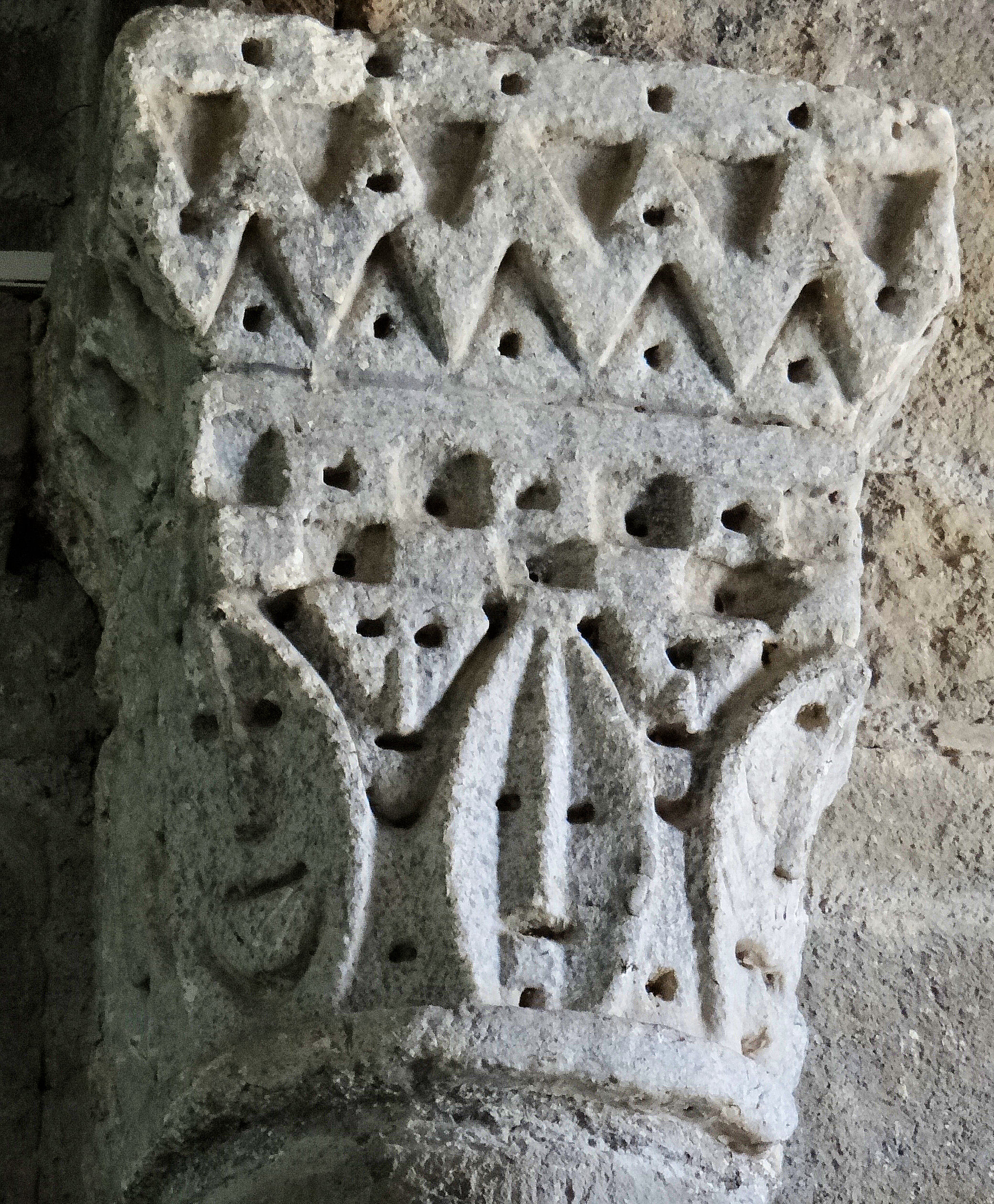
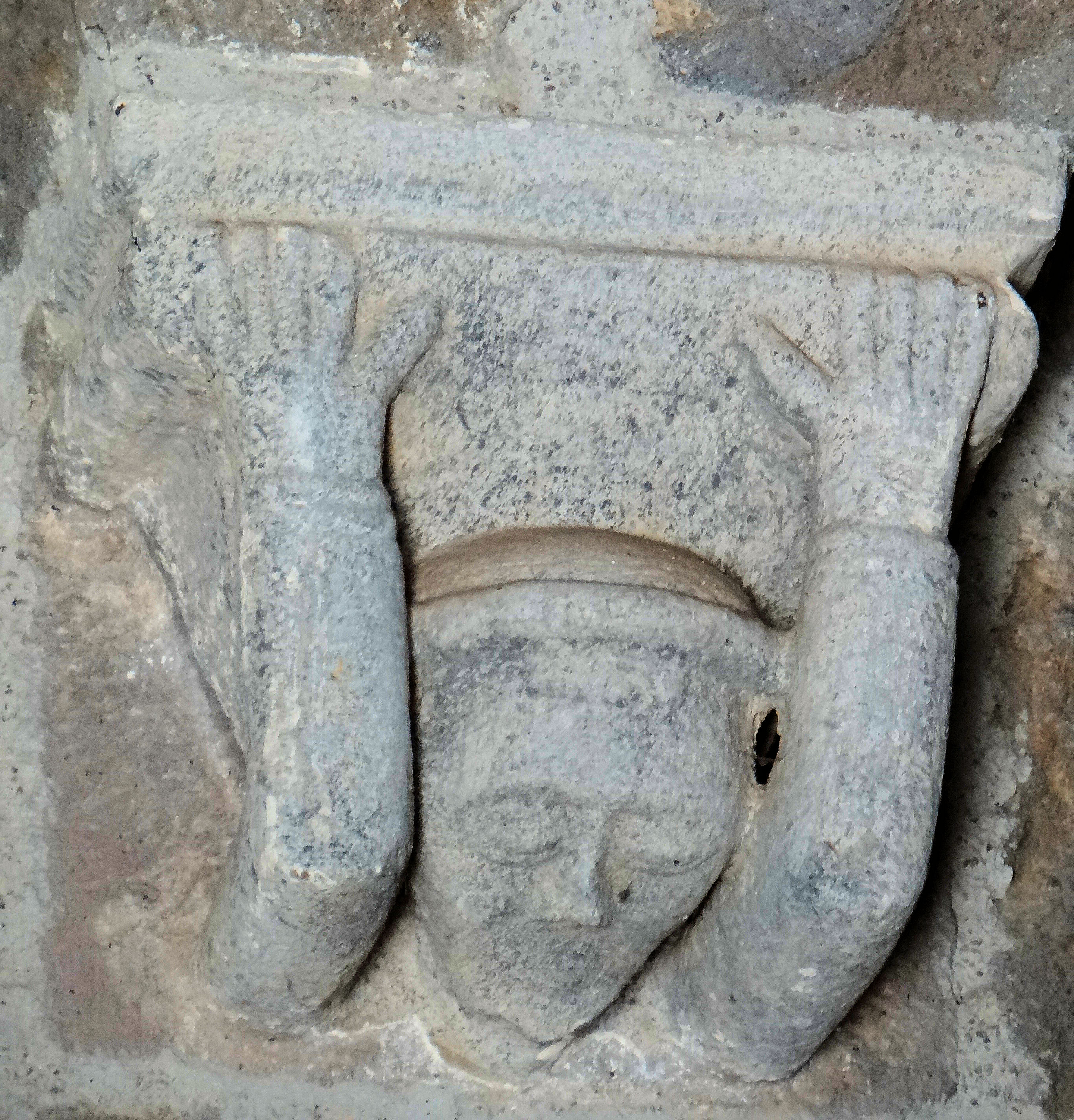
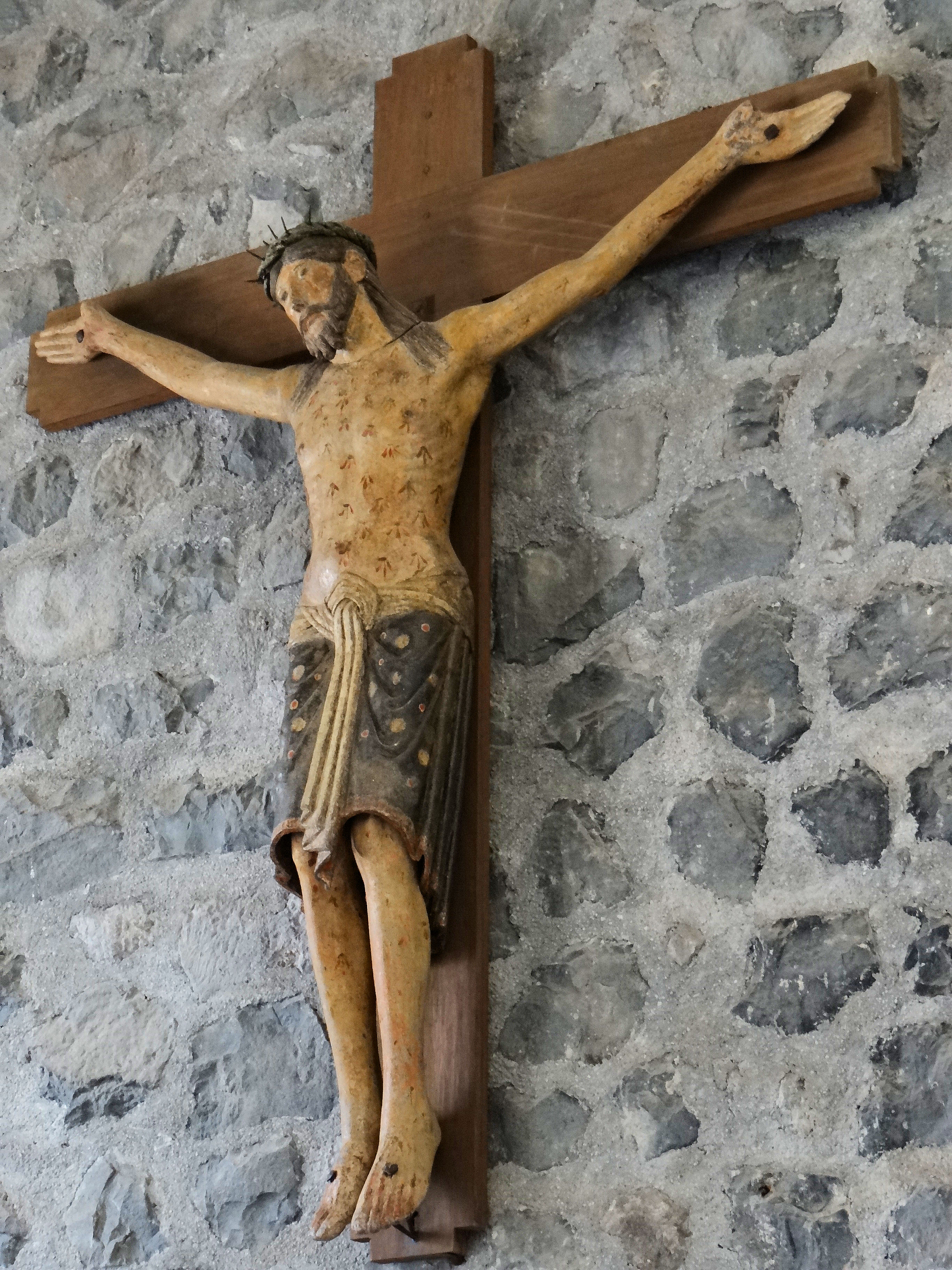

- Chapelle Saint-Michel de Laussac  Inscrit MH (1974)[27] : chapelle romane du (XIIe siècle).

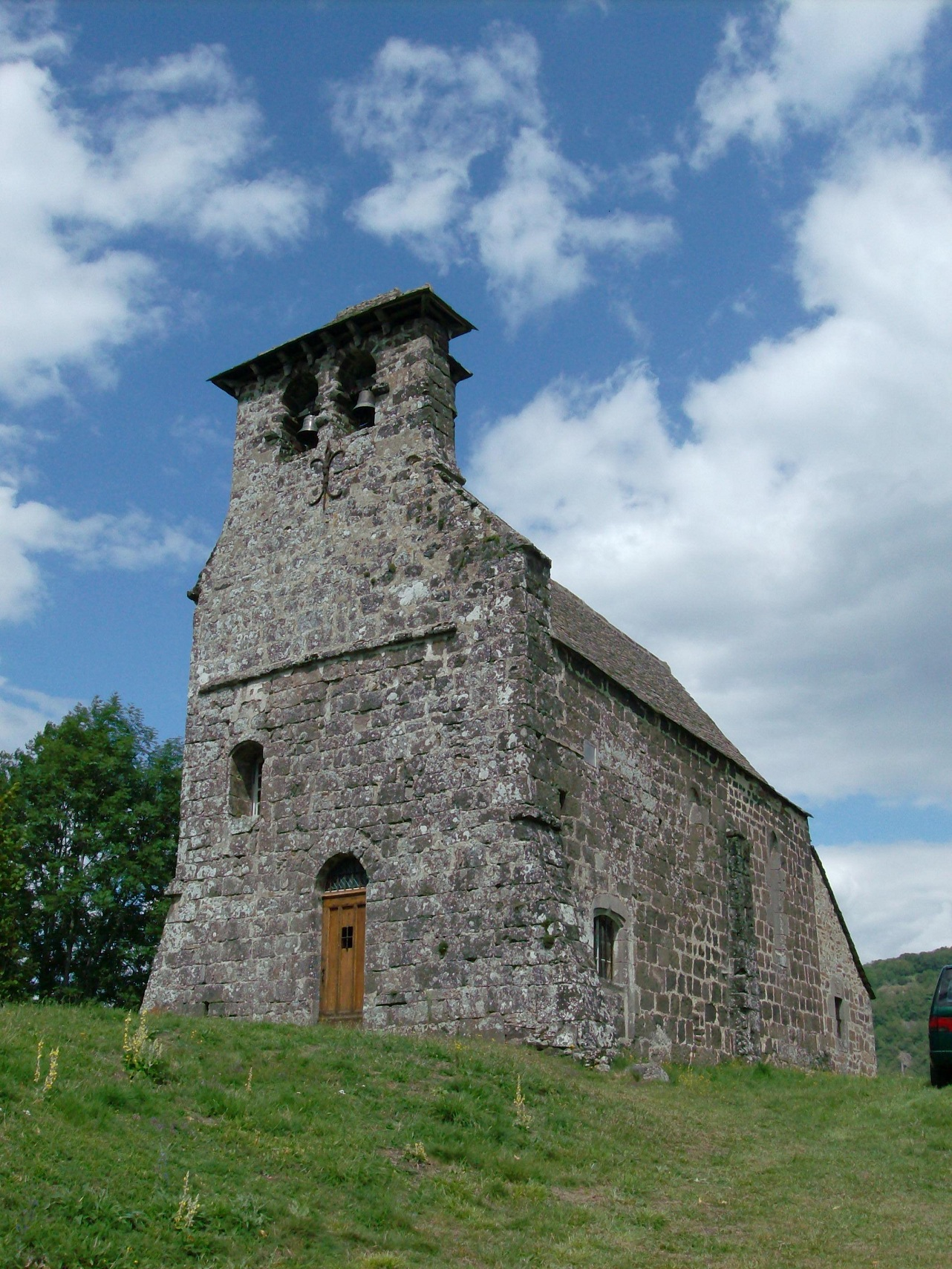
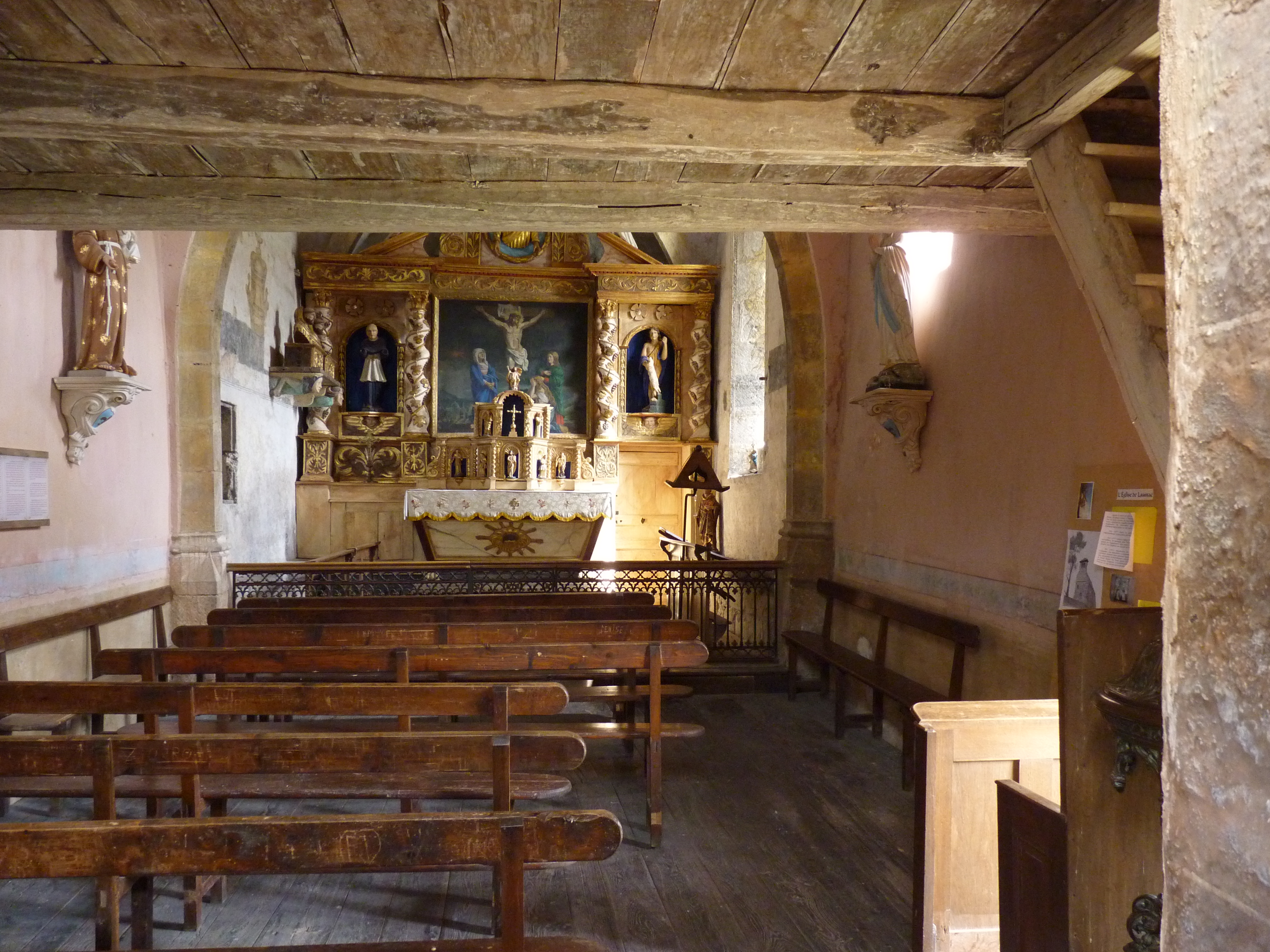
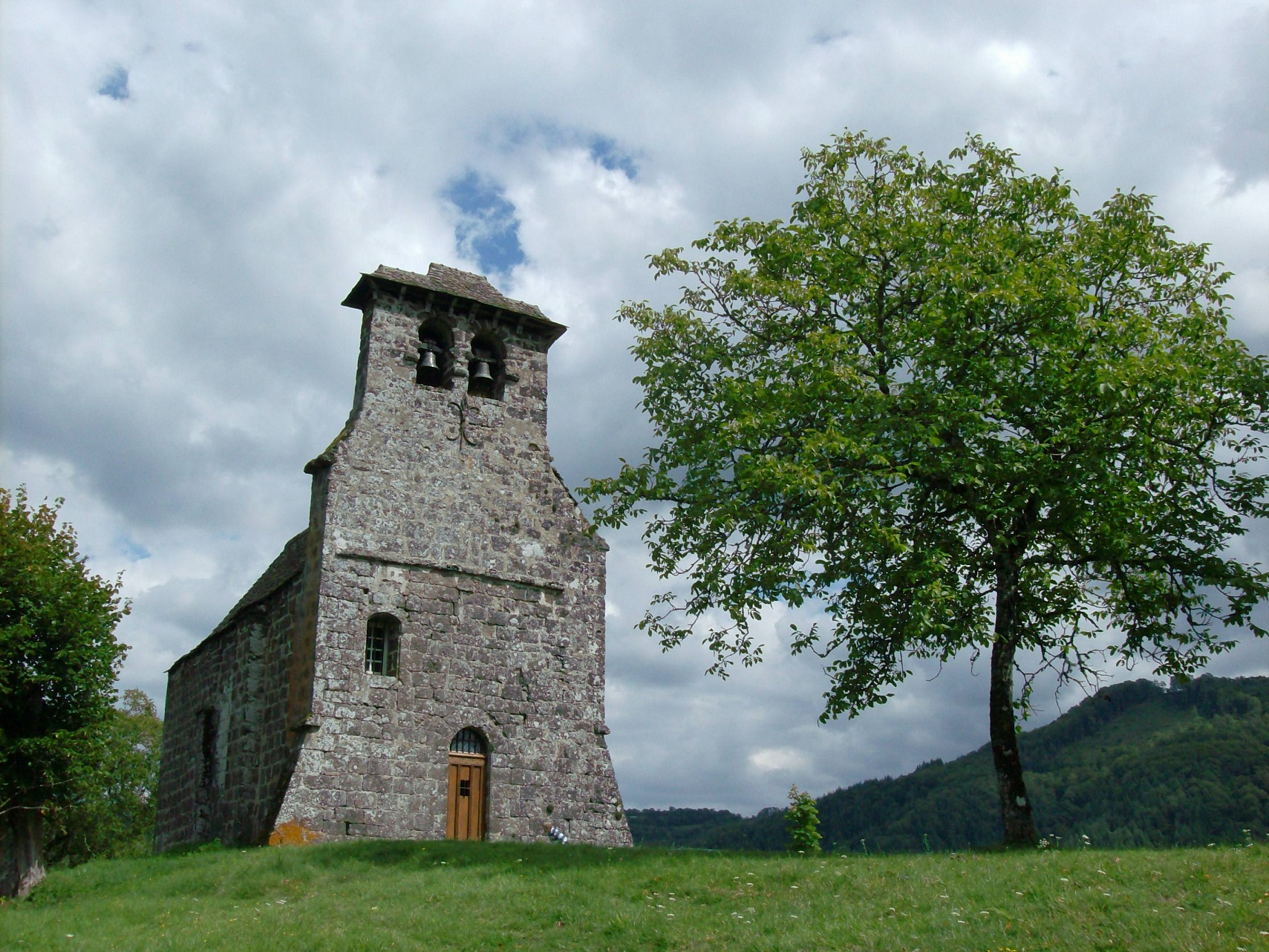

### Édifices civils
- Château de Castelnouvel, s'appelait Calhac en 1010 lorsqu'il avait été donné par Agnès de Carlat à son petit-fils Bernard de Carlat.
- Château de Mandilhac, dont il ne reste que le parc.

### Patrimoine culturel
- La commune accueille aussi un sentier de randonnée appartenant au réseau des sentiers de l'imaginaire de la Communauté de communes du Carladez.
- Dans le village de Nigressere se trouve un tilleul pluri centenaire qui détient le label arbre remarquable de France[28],[29].

### Personnalités liées à la commune
- Mgr Georges Soubrier (né en 1933) : évêque catholique auxiliaire de Paris puis évêque de Nantes.